# Karolin (powiat parczewski)
Karolin – kolonia w Polsce położona w województwie lubelskim, w powiecie parczewskim, w gminie Sosnowica.
W latach 1975–1998 miejscowość administracyjnie należała do województwa chełmskiego.